# Arthur Schröder
Arthur Schröder, född 20 november 1892 i Hamburg, Kejsardömet Tyskland, död 4 februari 1986 i Västberlin, var en tysk skådespelare inom film och teater. Schröder medverkade i tysk film från 1910-talet och fram till 1961, samt i TV-roller till 1965. Schröder gjorde nästan alltid större eller mindre biroller.

## Filmografi
- 1941 – Axel tar chansen!
- 1942 – Diesel
- 1942 – Quax, alla tiders flygare
- 1943 – Johann
- 1943 – Ta hand om min fru!
- 1948 – Farligt vittne
- 1951 – Undersåten
- 1954 – Spionchefen Canaris
- 1956 – Flickan från Flandern
- 1957 – Made in Germany